# مهر أباد (مهر أباد)
مهر أباد (بالفارسية: مهرآباد) هي قرية و مستوطنة تقع في إيران في قسم مهر أباد الريفي. يقدر عدد سكانها بـ 1,592 نسمة .